# Not the End of the World
"Not the End of the World" é uma canção gravada pela cantora e compositora estadunidense Katy Perry para o seu sexto álbum de estúdio Smile (2020). Foi composta por Perry, Michael Pollack, Madison Love, Jacob Hindlin e Andrew Goldstein, enquanto produzida por este último e Oscar Görres. É uma canção trap-pop com batidas disco com letras mostrando ódio e que fortes críticas não são o "fim do mundo". Incorpora uma melodia do single "Na Na Hey Hey Kiss Him Goodbye" (1969) da banda estadunidense Steam.
"Not the End of the World" foi lançada em 21 de dezembro de 2020, com seu vídeo musical sendo lançado no mesmo dia e dirigido por Similar But Different. O vídeo apresenta a abdução de Zooey Deschanel em um erro cometido por alienígenas de pele azul. Críticos compararam a canção com a colaboração de Perry e Juicy J, "Dark Horse" (2013), que também é considerada uma canção trap-pop.

## Antecedentes e composição
"Not the End of the World" foi composta por Katy Perry, Michael Pollack, Madison Love, Jacob Kasher Hindlin e Andrew Goldstein. A produção ficou por conta de Oscar Görres e Goldstein, que também realizou a instrumentação da faixa com teclados e programação. É uma canção de trap-pop com batidas disco. A faixa se inicia já no refrão, depois do qual há uma pequena queda sonora. De acordo com a partitura publicada no Musicnotes.com, a canção é escrita em Ré menor. As letras da canção falam sobre como a crítica severa atual não é o "fim do mundo". A canção também apresenta uma melodia do single "Na Na Hey Hey Kiss Him Goodbye" (1969) da banda Steam, no pré-refrão e no final da faixa.

## Lançamento e promoção
"Not the End of the World" foi lançada como a sexta faixa do sexto álbum de estúdio de Perry Smile (2020) e a primeira faixa do seu sexto extended play (EP) Cosmic Energy em 18 de dezembro de 2020. Em 21 de dezembro de 2020, Perry lançou um vídeo musical para a canção, se tornando o terceiro single do Smile. A letra da canção foi criticada como inapropriada para ser lançada durante a pandemia de COVID-19. Joe Muggs do jornal i chamou a narrativa da canção como "curta o passeio fora de hora". Escrevendo para o Insider, Courteney Larocca comentou como foi inapropriado lançar tal música durante a pandemia de COVID-19, dizendo "Eu entendo que esta canção provavelmente foi feita antes da pandemia, mas ainda assim não justifica a decisão de lançá-la". Perry apresentou "Not the End of the World" como parte de um medley com "Never Really Over" e "Roar" durante o T Mall Double 11 Gala em novembro de 2020.

## Vídeo musical

### Antecedentes e lançamento
O vídeo musical para "Not the End to the World" foi dirigido por Similar But Different, e foi publicado no canal de Perry no YouTube em 21 de dezembro de 2020. Perry anunciou o lançamento do vídeo um dia antes, em 20 de dezembro, com uma prévia de dois segundos do mesmo. Apresenta a cantora e atriz estadunidense Zooey Deschanel, a quem a aparência de Perry foi comparada por anos, o que lhe deu a ideia para este vídeo durante sua licença maternidade.

### Sinopse
O vídeo começa com uma cena em que Deschanel está lendo um jornal e Perry passa com um carrinho de bebê usando um boné da Unsub Records. Infelizmente, a Terra está prestes a ser destruída, e alienígenas de pele azul, obcecados por Perry, querem sequestrá-la para salvá-la da destruição. Quando um brinquedo cai do carrinho do bebê, Deschanel o pega querendo devolvê-lo a Perry, mas de repente ela é sequestrada por engano pelos alienígenas, que pensam que ela é Perry, embora ela esteja tentando explicar a eles que ela não é. Ela é teletransportada para o disco voador, onde ela é apresentada ao capitão alienígena, vestido a caráter de épocas anteriores de Perry, incluindo looks da era Teenage Dream, e no fundo podem ser vistas várias referências aos trajes de "Roar", Smile e "California Gurls". Deschanel depois leva dois alienígenas que a abduziram por engano para ajudá-la a salvar a Terra desligando sua internet. O vídeo termina com Deschanel usando uma peruca loira, sincronizando os lábios com o último refrão da música para uma multidão de alienígenas.

## Créditos
Créditos adaptados do Tidal.
- Katy Perry – vocais, composição
- Andrew Goldstein – vocais de apoio, composição, produção, produção de vocal, guitarra, teclado, programação, engenheiro vocal, estúdio pessoal
- Oscar Görres – produção, teclado, programação
- Madison Love – vocais de apoio, composição
- Michael Pollack – vocais de apoio, composição, piano
- Jacob Kasher Hindlin – composição
- John Hanes – engenheiro de mixagem, estúdio pessoal
- Serban Ghenea – mixagem, estúdio pessoal
- Dave Kutch – masterização, estúdio pessoal
- Rachael Findlen – estúdio pessoal
- Ashley Newton – A&R
- Chris Anokute – A&R
- Lauren Glucksman – A&R